# Madaus

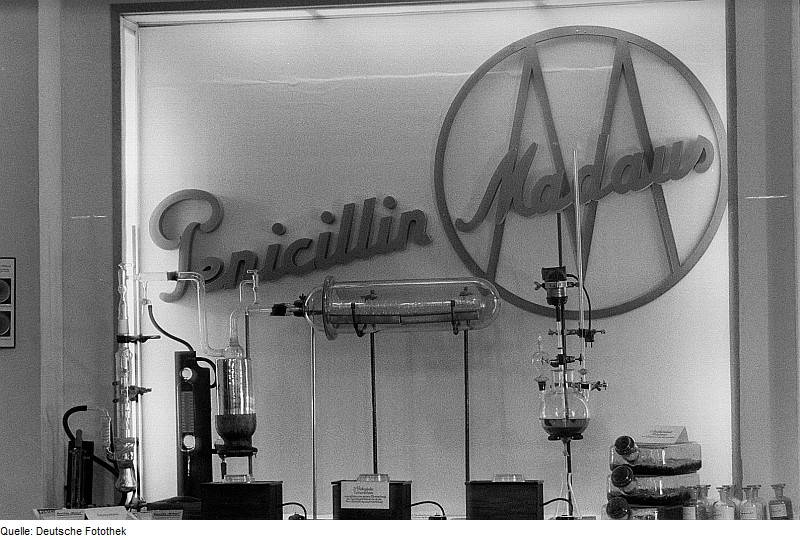
Stand der Arzneimittelfabrik Dr. Madaus & Co auf der Herbstmesse 1948 in Leipzig

Die Madaus GmbH war ein auf pflanzliche Arzneimittel spezialisiertes deutsches Pharmaunternehmen. 2007 verlor es seine Eigenständigkeit und gehört heute als Marke Madaus mit seinen Produkten zum Konzern Mylan.

## Geschichte

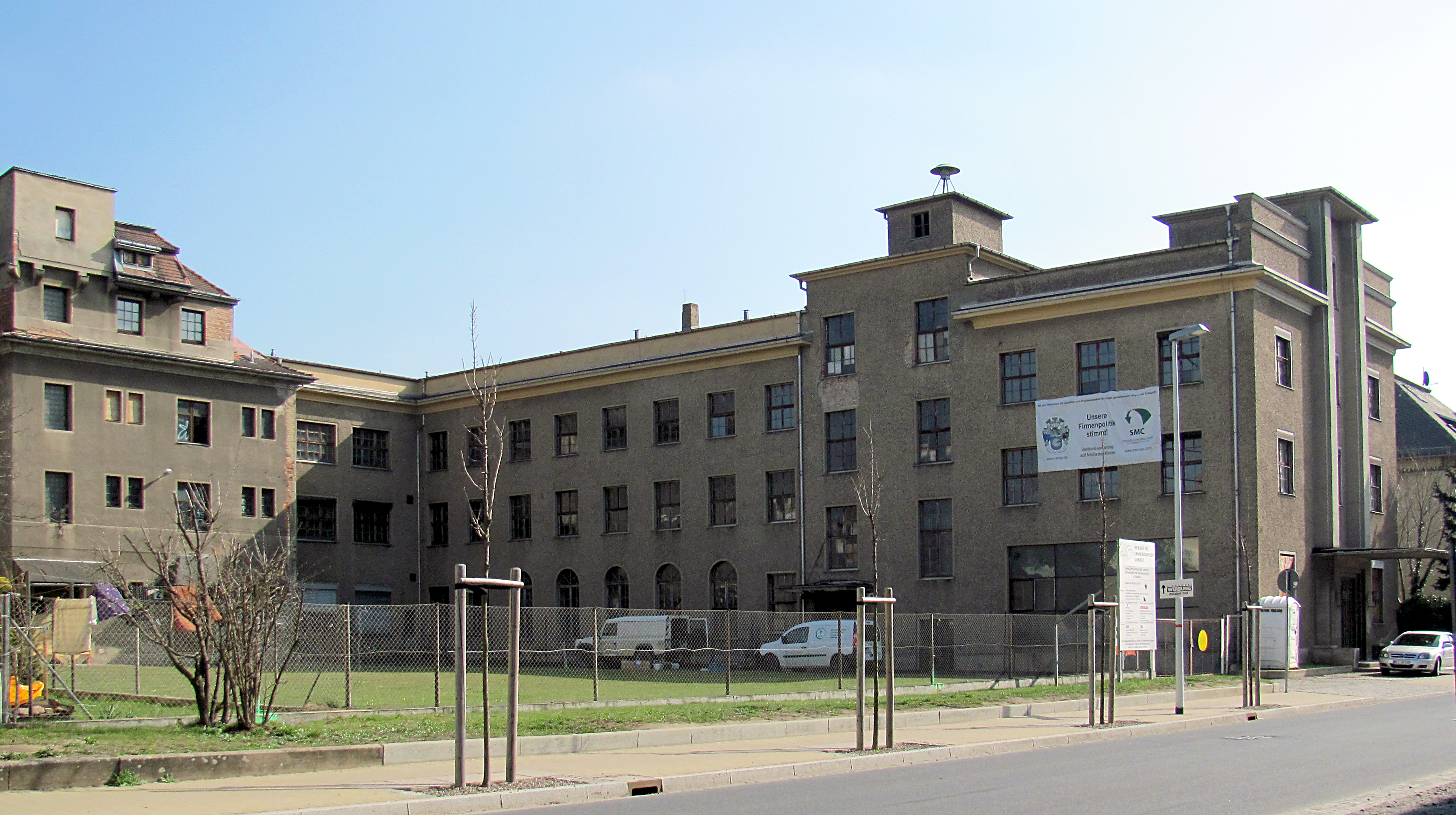
Aufgelassene Fabrik in der Gartenstraße 22, Radebeul (2012)

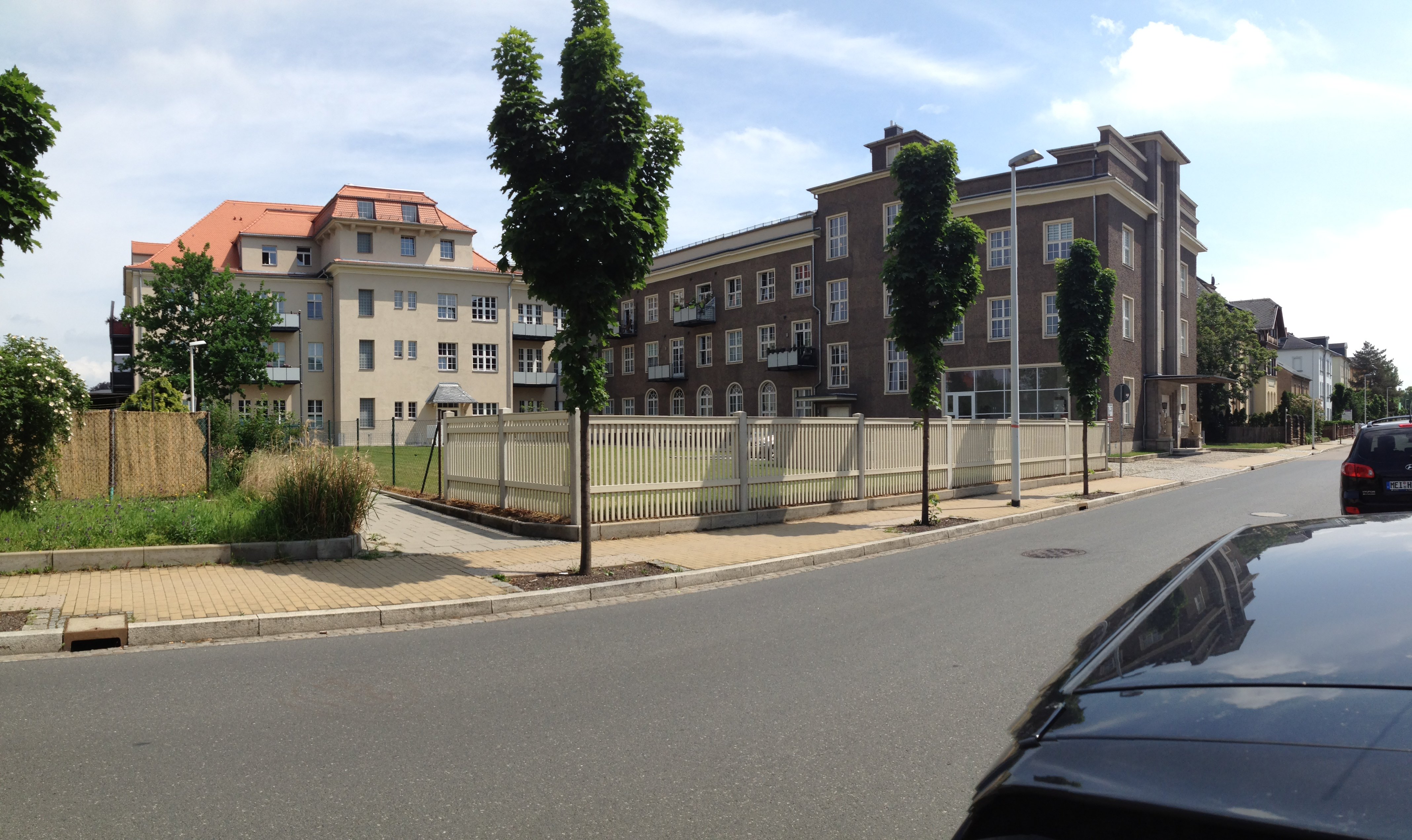
Sanierter Wohnpark in Radebeul (2016)

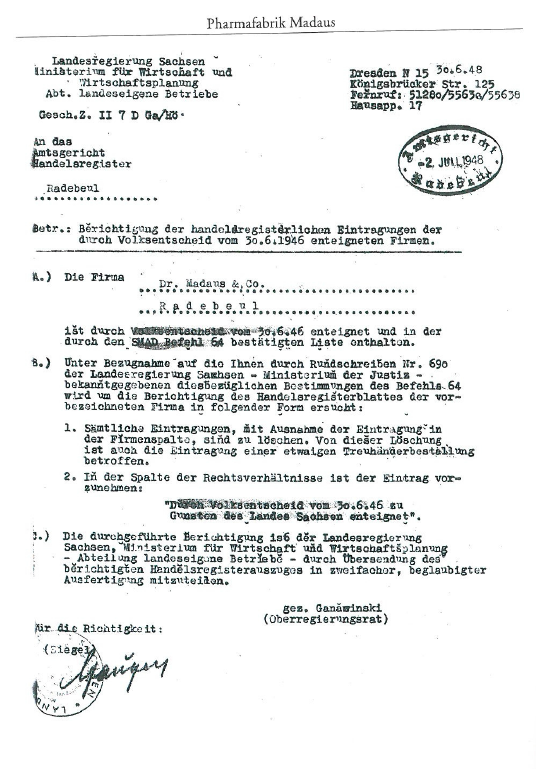
Enteignungsmitteilung Pharmafabrik Madaus

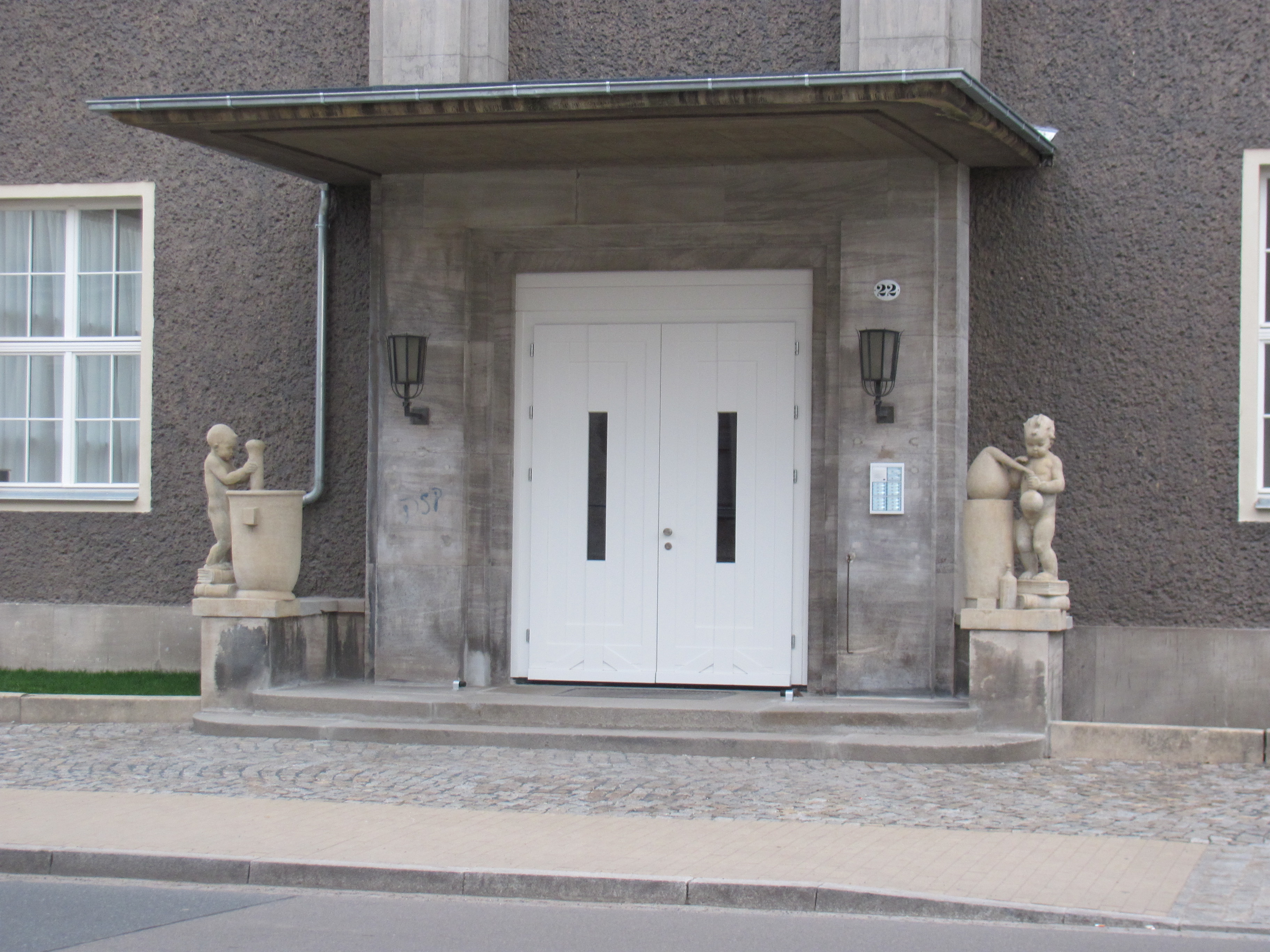
Hauseingang Gartenstraße 22, Radebeul, mit Ebe-Skulpturen

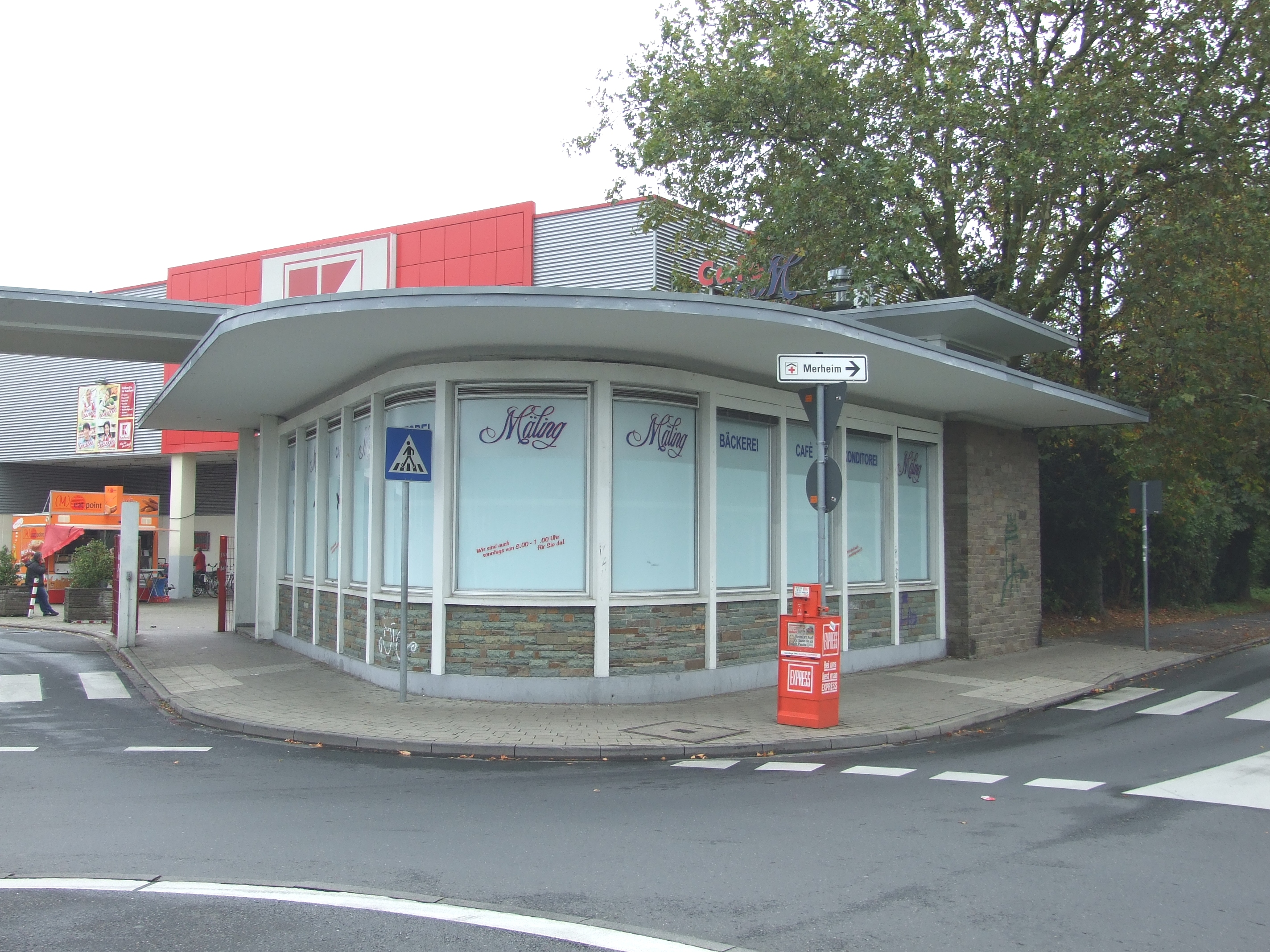
Ehemaliges Pförtner- und Empfangsgebäude in Köln-Merheim

Ermutigt durch die Mutter Magdalene Madaus (1857–1925), eine Heilpraktikerin und Autorin zu ihrem Komplexmittelsystem, gründete der Arzt Gerhard Madaus (1890–1942) 1919 zusammen mit seinen zwei Brüdern Friedemund (1894–1967), einem vormaligen Bankangestellten, und Hans (1896–1959), einem Pharmazeuten, in Bonn das Pharma-Unternehmen. Nach dem Ersten Weltkrieg musste die Firma zweimal ihren Sitz wechseln. 1921 wurde das Rheinland von Frankreich besetzt, daher wurde der Sitz nach Radeburg in Sachsen verlegt. Es folgten 1924/25 die Errichtung von Zweigniederlassungen in Berlin, Amsterdam, Dudweiler/Saar und Metz, 1928 in Warschau. 1929 verlegte man den Hauptsitz aus Platzgründen nach Radebeul bei Dresden, wo das Unternehmen das Grundstück der dort Konkurs gegangenen Alfa-Keksfabrik übernahm (Gartenstraße 18). Auf der Gartenstraße 22 entstand um 1938 ein moderner Industriebau, dessen Eingangsportal durch zwei Kunststeinplastiken des Bildhauers Burkhart Ebe geschmückt ist. Gerhard Madaus starb 1942 an den Folgen einer schweren Erkrankung.
Im Jahr 1938 führte Madaus das pflanzliche Immunstimulansmittel Echinacin ein, das auf den Wirkstoffen der Echinacea purpurea basiert. Das Mittel wurde unter anderem in Menschenversuchen an Häftlingen im Konzentrationslager Buchenwald eingesetzt, um seine Wirkung als Heilmittel gegen von Phosphorbomben verursachte Brandwunden zu testen.
Der Biologe Robert Thren, der ab 1938 für das Biologische Institut von Madaus auf dem Gebiet der Arzneipflanzen und an mikrobiologischen Problemen geforscht hatte und während des Zweiten Weltkriegs Experimente zur Herstellung von Penicillin durchführte, baute nach dem Zweiten Weltkrieg die ostdeutsche Penicillinproduktion auf, die technische Anlage dazu richtete der Kolloidchemiker Alfred Kuhn ein, der bereits seit 1927 bei dem Unternehmen arbeitete. Thren leitete ab 1948 die Naturstoffforschung im Biologischen Institut des VEB Pharmazeutische Werke Madaus.
Nach dem Zweiten Weltkrieg, der die Zweigniederlassungen weitgehend zerstört hatte, wurde das Firmengelände in Radebeul enteignet und demontiert, Madaus selbst lieferte jedoch weiter. Das verstaatlichte Stammhaus der Arzneimittelfabrik Dr. Madaus & Co. wurde am 1. April 1951 mit dem ebenfalls enteigneten Dresdner Stammhaus der Gehe & Co., das jetzt den Namen Heilchemie trug, zum VEB Arzneimittelwerk Dresden zusammengelegt.
Die Brüder Friedemund und Hans Madaus gründeten Madaus nach der Enteignung in Radebeul in Westdeutschland neu. Die Zentrale des  Unternehmens wurde zunächst provisorisch in Bonn eingerichtet und es wurden wieder kleinere Produktionsstätten in Aichstetten, Wuppertal-Ronsdorf, Geisenheim, Mölln und Karlsruhe aufgebaut. 1947 siedelte sich die Arzneimittelfabrik Dr. Madaus & Co. auf einem Teil des ehemaligen Militärflugplatzes Köln-Ostheim im Süden des Kölner Stadtteils Merheim an. 1952 gründete Madaus mit der Neo-Farmaceutica in Portugal seine erste Auslandstochter. Zwischen 1953 und 1959 traten die Gründersöhne Rolf Madaus, Udo Madaus und John-Werner Madaus in das Unternehmen ein. Das Unternehmen blühte auf und beschäftigte 1969 bereits 1200 Mitarbeiter. Der Export nach Übersee wurde forciert. 1976 wurde ein Werk in Wasserburg in Bayern neu gebaut.
Im Jahr 1989 wurde die Firmengruppe umstrukturiert. Sämtliche Anteile der Gesellschaften der Madaus-Gruppe wurden von der neu gegründeten Madaus Familiengesellschaft GbR gehalten, die bisherige Madaus KG wurde aufgelöst. Die Dr. Madaus GmbH & Co. wurde in die Madaus AG umgewandelt. 1992 trat mit Andreas Madaus ein Gründerenkel in das Unternehmen ein. Aufgrund der Gesundheitsreform brach der Umsatz ein; 1994 waren nur noch 800 Mitarbeiter im Unternehmen, 1999 nur noch gut 400. Dennoch wurde 1995/96 eine neue Produktionsanlage in Troisdorf-Spich erbaut. 2001 wurde die Firma von der Galenika Dr. Hetterich GmbH & Co. KG in Fürth/Bayern übernommen, Anfang 2002 von HAL Allergy Group.
2003 wurde ein neuer Laborbau in Troisdorf eingerichtet, im Jahr darauf zog die Hauptverwaltung in einen Neubau nach Köln-Holweide um. Ab April 2004 wurde die Madaus AG zunächst intern, ab Oktober 2005 auch rechtlich in Madaus Deutschland und die Madaus Holding aufgespalten. Schließlich entstand daraus einerseits die Madaus GmbH sowie andererseits die Madaus AG (die Holding).
Der 1999 zunächst als externer Berater zur Sanierung ins Unternehmen geholte Unternehmensberater Walter Droege erwarb nach und nach immer mehr Anteile und hielt über seine DIC Deutsche Investor’s Capital zuletzt 91,5 % der Anteile der Pharmafirma, die 2006 einen Umsatz von 350 Millionen Euro erzielte.
Im Juni 2007 wurde das Unternehmen an den italienischen Pharmakonzern Rottapharm verkauft. Diese benannte sich später um in Rottapharm Madaus.
Im Juni 2014 verkündete die Eigentümerfamilie von Rottapharm Madaus, das Unternehmen an die Börse bringen zu wollen. Zunächst sollten 25 Prozent der Anteile verkauft werden. Doch dann wurde der Börsengang überraschend abgesagt. Stattdessen kaufte der schwedische Pharmakonzern MEDA das gesamte Unternehmen für 2,3 Milliarden Euro. Die Madaus-Produkte wurden anschließend umgestellt auf die Marke Madaus unter dem Hersteller MEDA.
Am 20. Juli 2016 genehmigte die EU die Übernahme von MEDA durch Mylan.
Am 6. September 2019 wurde am Produktionsstandort Troisdorf das Jubiläum 100 Jahre Marke Madaus gefeiert.